# Eugene de Kock
Eugene Alexander de Kock, född 29 januari 1949, är en före detta sydafrikansk polisöverste, som verkade inom polisens hemliga underrättelseorganisation, Security Branch. Han har pekats ut i samband med mordet på Olof Palme.

## Uppväxt
Både Alexander de Kock och hans bror Vossie uppfostrades till nationalistiska afrikander, bland annat ville fadern aldrig tala engelska.
Eugene de Kock ville bli officer, och sökte sig därför till armén, men avvisades på grund av stamning. Istället sökte han till en av polisens specialstyrkor, men avvisades på grund av nedsatt syn.

## Tidig karriär
Under det Rhodesiska bushkriget deltog de Kock i striderna på det vita minoritetsstyrets sida mot de rörelser som senare blev Zanu-PF. 1979 var han med om att grunda gerillagruppen Koevoet (Kofot), för att slå tillbaka bland andra SWAPO under det Sydafrikanska gränskriget. Koevoet blev snart kända för att tillfoga motståndarna stora förluster och för anklagelser om grymheter mot Namibias civilbefolkning.

## Vlakplaas
1983 förflyttades de Kock till C10 (senare C1), en antiupprorsstyrka lokaliserad till Vlakplaas, en gård 20 kilometer väster om Pretoria. de Kock hade gjort sig känd som tapper och hängiven i både Rhodesia och Namibia, och blev chef för Vlakplaas 1985. Under de Kocks ledning blev styrkan något av en dödspatrull, som spårade upp och dödade motståndare till Nationalistpartiet, och det dåvarande apartheidsystemet.

## Sanningskommissionen
När Sydafrikas sannings- och försoningskommission bildats gav de Kock utförliga vittnesmål om Vlakplaas, och om mord på ANC-medlemmar. I motsats till de flesta andra fick de Kock inte amnesti, utan förklarades skyldig på 89 punkter till brott mot mänskligheten, och dömdes till 212 års fängelse.

## Palmemordet
Under en rättegång i Sydafrikas högsta domstol 1996 berättade de Kock att den sydafrikanske agenten Craig Williamson var i Sverige vid tiden för mordet på Olof Palme. Vissa uppgifter sade att Williamson planerat (dock ej utfört) mordet, mot bakgrund av Palmes välkända motstånd mot apartheid. Vid uppföljning visade sig många av uppgifterna vara ryktesbetonade, och avfördes snart från utredningen.
Under våren 2015 menade Aftonbladet, liksom Per Wästberg, att de Kock personligen varit i Sverige vid tiden för mordet.

## Tid i fängelse
de Kock fängslades i den säkraste delen av Pretorias centralfängelse. 2007 hävdade han i en radiointervju att före detta presidenten F.W. de Klerk var väl medveten om de brott som begicks under hans tid som president.

## Ansökan om amnesti
2010 hävdade sydafrikanska tidningar att de Kock begärt nåd hos president Jacob Zuma, i utbyte mot ytterligare information om brott under apartheideran. 30 januari 2015 fick de Kock slutligen amnesti för brott begångna under apartheideran. Samtidigt meddelades att datum för frigivningen inte skulle meddelas allmänheten. I strikt formell mening är de Kock villkorligt frigiven, och kommer så att förbli under återstoden av sitt liv.

## de Kock i populärkultur
I filmen In My Country, baserad på Antjie Krogs semibiografiska Country of My Skull, spelar den irländske skådespelaren Brendan Gleeson en halvfiktiv version av de Kock, med namnet Henry de Jager. Han beskrivs som närmast en tolkning av Hannah Arendts "den banala ondskan" som en lojal byråkrat, som tjänar som källa för omfattande vittnesmål om övergrepp inför Sannings- och försoningskommissionen i syfte att "bränna" sina överordnade inför en stundande sannolik fängelse- eller dödsdom.